# Tang Suzong

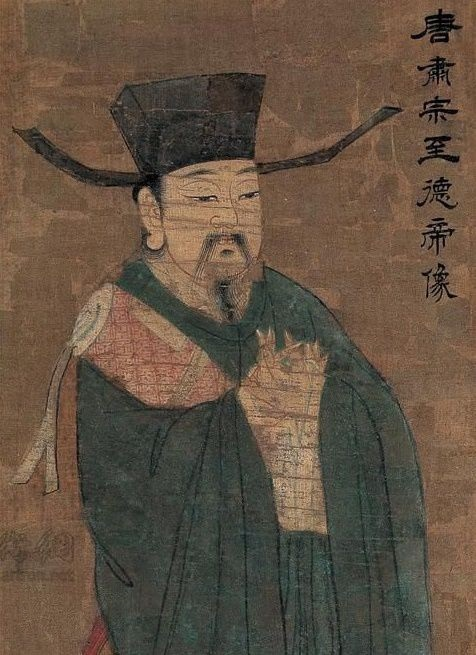
Tang Suzong

Tang Suzong (唐肅宗 / 唐肃宗,  Táng Sùzōng, geboren als 李亨,  Lǐ Hēng, * 711; † 762) war in den Jahren 756 bis 762 chinesischer Kaiser der Tang-Dynastie, nach seiner Kalligraphie wurde der Xingjiao-Tempel benannt.
Suzong war der Sohn und Nachfolger des Kaisers Xuanzong. Er kam an die Macht, als Xuanzong im Verlauf des An-Lushan-Aufstandes 756 abdankte und nach Sichuan floh. Suzong war in der gesamten Zeit seiner Herrschaft damit beschäftigt, den Aufstand niederzuwerfen, der erst nach seinem Tod vollständig erstickt werden konnte. Unter Suzong gewannen die Hofeunuchen an Macht. Vor allem der Eunuch Li Fuguo wurde zu einer maßgebenden Figur; er kontrollierte das Militär und das Finanzwesen. Dessen Machtstellung wurde so groß, dass er es wagte, die Kaiserin Zhang zu ermorden. Suzong starb kurz nach diesem Attentat an Herzbeschwerden. Nachfolger im Kaiseramt wurde Daizong, der Li Fuguo hinrichten ließ.
| Vorgänger | Amt                      | Nachfolger |
| --------- | ------------------------ | ---------- |
| Xuanzong  | Kaiser von China 756–762 | Daizong    |